# Asterothyrium rotuliforme
Asterothyrium rotuliforme är en lavart som först beskrevs av Johannes Müller Argoviensis, och fick sitt nu gällande namn av Sérus. & J. R. De Sloover. Asterothyrium rotuliforme ingår i släktet Asterothyrium och familjen Gomphillaceae.   Inga underarter finns listade i Catalogue of Life.